# Monarchie cambodgienne
Le roi du Cambodge (en khmer : ព្រះមហាក្សត្រនៃកម្ពុជា) est le chef de l'État du Cambodge, monarchie rétablie en 1993. L'actuel royaume est le lointain héritier des royaumes pré-Angkoriens comme le Fou-nan et le Chenla. Il a connu sa plus grande expansion à l'époque de l'Empire khmer, constitué autour de sa capitale Angkor avant d'entrer au XIVe siècle dans une période de déclin et d'être progressivement amputé de ses dépendances extérieures puis de nombreuses provinces par ses puissants voisins du nord, le Lan Xang, et de l'ouest, le Siam, et enfin de l'est, l'Annam.

## Rôle
Avec l'indianisation de la péninsule Indochinoise à partir du IIe siècle, le monarque, jusqu'alors considéré comme l'incarnation sur terre des génies du sol, devient l'intermédiaire entre ses divinités et ces sujets. À ce titre, c’est lui qui affecte les terrains vacants et gère en dernier recours les conflits fonciers. Il en va de même dans les domaines juridiques où il représente la plus haute instance et législatif où ses déclarations ne font pas seulement office de lois mais aussi de textes sacrés consignés dans des Véda. Toutefois ce pouvoir absolu ne s’applique aux royaumes périphériques inclus dans l’empire khmer que de manière épisodique en fonction du charisme et de la puissance du souverain.
L'avènement du bouddhisme theravāda au XVe siècle introduira un volet moral aux prérogatives royales. Mais contrairement à la doctrine prêchée par Siddhartha Gautama qui veut que les erreurs commises par un mortel soient expiées dans ses vies ultérieures, les actes d’immoralité des souverains déclenchent des cataclysmes dans le royaume. Les monarques doivent alors procéder à des cérémonies de contrition pour calmer la colère des dieux et faire revenir la prospérité sur les territoires où ils règnent s’ils ne veulent pas être déposés.
Le roi occupe de ce fait une place prééminente pour garantir l’harmonie entre les divinités et ses sujets qui en retour lui vouaient, il y’a encore moins d’un siècle, une totale obéissance. Toutefois, si le souverain s'avère incapable de protéger son royaume contre les fléaux de toutes sortes, la dévotion s’estompe rapidement et des prétendants au trône affirmant avoir l'oreille des dieux ne tardent pas à s’affirmer. L'histoire du Cambodge est ainsi émaillée de dépositions de souverains que des observateurs occidentaux pourraient assimiler à des périodes de troubles alors que pour les Cambodgiens il ne s'agissait que de changer un monarque qui, en ne pouvant plus intercéder en leur faveur auprès des dieux, ne remplissait plus son rôle. Pour eux les désordres étaient plus liés aux périodes de vacance du trône qu'à celles où ses titulaires étaient remplacés.
Même si de nos jours la Constitution de 1993 fait du Cambodge une monarchie constitutionnelle élective où le roi « règne mais ne gouverne pas », ce dernier continue de jouer un rôle prépondérant dans ces croyances populaires héritées des époques anciennes qui avec le temps se sont superposées sans vraiment s'annihiler et qui sont encore bien vivaces, notamment dans les campagnes.
Toutefois, si le roi conserve une totale immunité, aussi bien sur le plan civil que pénal, il se doit de remplir son rôle dans le respect de la constitution.
Ainsi, s'il doit être informé de la conduite des affaires publiques et convoque en audience deux fois par mois le gouvernement, la composition de ce dernier incombe au Premier ministre et doit être approuvée par au moins la moitié des membres de l’Assemblée nationale. Le chef de l’exécutif est bien pour sa part désigné par le souverain, mais la Constitution impose qu'il soit choisi parmi les députés du parti ayant remporté les élections. Le roi doit également signer tous les Kret (« décrets »), mais ils doivent émaner du Conseil des ministres, de même que la nomination des hauts fonctionnaires.
Concernant l'Assemblée, c'est lui qui la convoque au début de chaque législature et il est le seul mandaté à prononcer sa dissolution sur proposition du Premier ministre et après accord de son président. Il signe également les Kram (« lois ») votés et peut adresser des messages au Parlement qui ne peut faire l’objet d’un débat.
Il peut aussi saisir le Conseil constitutionnel pour vérifier la conformité d’une loi en projet ou déjà adoptée ou consulter cet organe – dont il nomme trois des neuf membres – pour tout projet de réforme des institutions, qu’elle soit initiée par le Premier ministre, le président de l’Assemblée nationale ou de son propre chef.
En tant que commandant suprême des forces armées, il préside le haut conseil de la défense nationale. À ce titre, il est le seul habilité à déclarer la guerre – après toutefois approbation des deux chambres du Parlement – ou l'état d'urgence, après avis du Premier ministre et des présidents du Sénat et de l'Assemblée nationale.
En politique étrangère, c'est lui qui a la charge de recevoir les lettres de créance des ambassadeurs et de signer les traités internationaux une fois ceux-ci ratifiés par les deux chambres.
Sur le plan judiciaire, en tant que président du Conseil supérieur de la magistrature, il signe tous les actes « de nomination, de mutation ou de révocation » des juges et procureurs. Il bénéficie également du droit de grâce ou de commutation des peines prononcées par les tribunaux.
Le roi décerne également les titres honorifiques (Samdech) et préside le congrès national qui se réunit une fois par an à l’invitation du premier ministre, permettant « aux citoyens de s'informer directement des diverses affaires d'intérêt national, de soulever des problèmes et de soumettre des vœux aux autorités de l'État ».
Parmi ses rôles de monarque constitutionnel figure aussi celui d'être l'arbitre « suprême pour garantir le fonctionnement régulier des pouvoirs publics ». C’est à ce titre qu’il intervient par exemple après chaque élection législative, lorsque la contestation des résultats crée une crise qui bloque les institutions.
La couronne cambodgienne quant à elle n'est pas héréditaire mais élective. Le nouveau roi est désigné par le Conseil du Trône, de nos jours constitué du Premier ministre, des chefs des ordres Maha Nikaya et Dhammayuttika Nikaya ainsi que des président et vice-présidents de l'Assemblée nationale et du Sénat. Le Conseil se réunit dans la semaine suivant la mort ou l’abdication du roi pour en désigner un nouveau parmi des candidats d’ascendance royale. Durant ce laps de temps, ou en cas de maladie grave du roi attestée par des médecins nommés par le Premier ministre et le président de l'Assemblée nationale, la régence est assurée par le président du Sénat ou, si celui-ci est également dans l’impossibilité d'exercer cette mission, par le président de l'Assemblée nationale.

## Royaume du Fou-nan

### Dynastie founanaise,Iredynastie (Vayadhapura)
| Ordre                          | Roi                  | Nom personnel             | Règne                 |
| 01                             | Soma                 | Liǔyè 柳葉 (Neang Neak)   | Tôt au Ier siècle     |
| 02                             | Kaundinya I          | Hùntián 混塡 (Preah Tong) | 68- fin du Ier siècle |
| 03                             | Inconnu              | Hùnpánkuàng 混盤況        | IIe siècle            |
| 04                             | Inconnu              | Hùnpánkuàng (km)          | IIe siècle            |
| 05                             | Inconnu              | Pánpán (km) 盤盤          | début du IIIe siècle  |
| 06                             | Srei Meara           | Fàn Shīmàn 范師蔓         | 205–225               |
| 07                             | Inconnu              | Fàn Jīnshēng (km) 范金生  | 225                   |
| 08                             | Inconnu              | Fàn Zhān (km) 范旃        | 225-240               |
| 09                             | Inconnu              | Fàn Xún (km) 范尋         | 240-287               |
| 10                             | Inconnu              | Inconnu                   | après 287             |
| 11                             | Inconnu              | Tiānzhú Zhāntán 旃檀      | IVe siècle            |
| 12                             | Inconnu              | Inconnu                   | IVe siècle            |
| 13                             | Kaundinya II (km)    | Qiáochénrú 僑陳如         | Ve siècle-434         |
| 14                             | Srindravarman I (km) | Chílítuóbámó 持梨陀跋摩   | 434–435               |
| 15                             | Inconnu              | Inconnu                   | Inconnu               |
| 16                             | Inconnu              | Inconnu                   | Inconnu               |
| 17                             | Jayavarman Kaundinya | Shéyébámó 僑陳如闍耶跋摩  | 484–514               |
| 18                             | Rudravarman          | Liútuóbámó 留陁跋摩       | 514–550               |
| Guerre Fou-nan-Chenla: 550–627 |                      |                           |                       |
| 19                             | Sarvabhauma          | Inconnu                   | 550-?                 |
| 20                             | Inconnu              | Inconnu                   | 550–627               |

Ses successeurs deviennent vassaux du Royaume du Chenla. Ils fuient vers l'Indonésie où ils établirent la dynastie Sailendra.
- À Java : la famille issue des Sailendra, les Sanjaya régna sur Java en fondant le Royaume de Mataram au VIIIe siècle, après avoir renversé la famille régnante à Kalingga pour régner, de 674 jusqu'à sa chute. S'ensuit la fuite de la famille pour fonder Mataram en 732.
- À Sumatra : Balaputra, prince héritier du royaume de Mataram accède au pouvoir du royaume de Sriwijaya. La dynastie Sailendra de Sriwijaya va subsister jusqu'en 1025, date à laquelle les Chola d'Inde méridionale capturent Sriwijayapura.
- À Bali : de 914 à 947, menacés par la famille Isyana, les Sanjaya partent pour Bali et fondent la dynastie Warmadewa où ils instaurent l'Hindouisme religion d'état. En 914, Sri Kesari Warmadewa proclame le royaume à Bali. Les Warmadewa deviennent les Jaya en 1133, nom dynastique conservé jusqu'à la mort de Sri Astasura Ratna Bumi Banten en 1337, et la conquête par l'empire de Majapahit en 1343.

## Royaume du Chenla

### Dynastie du Chenla,IIedynastie (Sambor Prei Kuk)
Le royaume du Chenla correspond à la domination chinoise de la péninsule indochinoise. (En khmer, chen, chinois, et la, départ).[réf. nécessaire]
- 550-555 : Shruta Varman
- 555-560 : Shreshtha Varman II
- 560-575 : Vira Varman
- 575-580 : Kambuja-raja Lakshmi (reine)
- 580-598 : Bhava Varman Ier
- 598-610 : Mahendra Varman
- 611-635 : Içanavarman Ier
- 635-657 : Bhava Varman II
- 657-681 : Jayavarman Ier ជ័យវរ្ម័នទី១
- 681-713 : Jayadevî (reine)
- 602-802, guerre des deux Chenla.
- 716-730 : Pushkaraksha
- 730-760 : Shambhuvarman
- 760-780 : Rajendravarman Ier រាជិន្ទ្រាវរ្ម័ន១
- 780-781 : Mahipativarman
- 781-800 : (Inconnu)

En 800, le Cambodge est occupé par les Malais de Java.

## Empire khmer

### Dynastie du Chenla de Terre, continuité de la dynastie précédente (Vat Phou)
- 802-834 : Jayavarman II ជ័យវរ្ម័នទី២
- 834-877 : Jayavarman III ជ័យវរ្ម័នទី៣
- 877-889 : Indravarman Ier ឥន្ទ្រវរ្ម័នទី១
- 889-910 : Yaçovarman Ier យសោវរ្ម័នទី១
- 910-922 : Harshavarman Ier ហស៌វរ្ម័នទី១
- 922-928 : Içanavarman II ឦសានវរ្ម័នទី២
- 928-941 : Jayavarman IV ជ័យវរ្ម័នទី៤
- 941-944 : Harshavarman II ហស៌វរ្ម័នទី២
- 944-968 : Rajendravarman II រាជិន្ទ្រាវរ្ម័ន២
- 968-1001 : Jayavarman V ជ័យវរ្ម័នទី៥
- 1001-1002 : Udayādityavarman Ier ឧទយាទិត្យវរ្ម័នទី១
  - 1002-1011 : Jayaviravarman  ជយវីរវម៌្ម à Yaçodhapura
  - 1002-1050 : Suryavarman Ier សូរ្យវរ្ម័នទី១ (usurpateur)
- 1050-1066 : Udayādityavarman II ឧទយាទិត្យវរ្ម័នទី២
- 1066-1080 : Harshavarman III ហស៌វរ្ម័នទី៣
  - 1080-1113 : Nripatindravarman à Angkor
  - 1080-1107 : Jayavarman VI ជ័យវរ្ម័នទី៦ à Mahîdharapura (usurpateur)

### Dynastie de Mahidharapurâ,IIIedynastie (Phnom Rung)
- 1107-1112 : Dharanindra Varman Ier
- 1113-1150 : Suryavarman II សូរ្យវរ្ម័នទី២
- 1150-1160 : Dharanindra Varman II
- 1160-1166 : Yaçovarman II យសោវរ្ម័នទី២
- 1166-1177 : Tribhuvanâditya-Varman mandarin usurpateur
- 1177-1181 : Occupation par le Champā
- 1181-1218 : Jayavarman VII ជ័យវរ្ម័នទី៧
- 1218-1243 : Indravarman II ឥន្ទ្រវរ្ម័នទី៣
- 1243-1295 : Jayavarman VIII ជ័យវរ្ម័នទី៨
- 1295-1308 : Indravarman III ឥន្ទ្រវរ្ម័នទី៣
- 1308-1327 : Indrajayavarman
- 1327-1336 : Jayavarman IX ជ័យវរ្ម័នទី៩ Parameçvara
- 1336-1340 : Neay Trasac Paem Chay (usurpateur)
- 1340-1346 : Nippean Bat (Nirvana Pada)
- 1346-1347 : Sithean Reachea (Sidhanta Raja)
- 1347-1352/1353 : Lampong Reachea (Sri Lampang Raja)
- 1352-1357 : 1re prise d'Angkor et occupation par le royaume d'Ayutthaya
  - 1353-1355 : Chau Bassat fils de Ramathibodi Ier roi du royaume d'Ayutthaya
  - 1355-1355 : Chau Baat fils de Ramathibodi Ier roi du Royaume d'Ayutthaya (3 mois)
  - 1355-1357 : Chau Kampang Pisey fils de Ramathibodi Ier roi du Royaume d'Ayutthaya
- 1352/1353-1357/1359: Soriyoteï Ier (Sri Suriya Daya)
  - 1357/1359-1366 : Soriyovong  Ier ou Sri Suriya Varman Ier
- 1366-1373 : Barom Reamea Ier ou Paramarama Ier
- 1373-1394 : Dhammâsoka Reachea ou Dhammasokaraja
- 1394-1401 : 2e prise d'Angkor et seconde occupation par le royaume d'Ayutthaya
  - 1394-1401 : Chau Indraburi Radjadhiraja ou Ento Reachea, fils de Preah Chau Ramaraja Ramaratcha roi du royaume d'Ayutthaya
- 1401-1417 : Soriyovong II ou Sri Suriyavamsa ou Sri Suriya Varman II
- 1417-1421 : Barom Soka Reachea ou Parama Sokaraja.

Angkor est officiellement abandonnée comme résidence royale en 1431.

## Royaume du Cambodge
La liste des souverains du royaume du Cambodge ci-après a été établie à partir des « Chroniques Royales » souvent compilées tardivement jusqu’au XVIIIe siècle. Si les versions des événements qu’elles rapportent sont globalement cohérentes les chronologies enregistrent des différences parfois notables d'une dizaine d'années.
Par ailleurs les rois sont nommés; par leur nom personnel « Cau Bana Tan », « Ang Em » , leurs noms de règne sous sa forme khmère « Preah Thommo Reachea IV » « Barom Reachea V » ou sanskrite « Sri Dharmaraja IV », « Paramaraja V ». De plus des membres de la famille royale soutenus par les cours voisines et rivales du Siam ou du Viêt Nam sont considérés par les divers documents comme des prétendants, des régents ou même de véritables souverains. Les rois et reines suivants sont tous issus de la IIIe dynastie.
| Monarque                               | Dates Personnelles | Dates de Règne |
| -------------------------------------- | ------------------ | -------------- |
| Ponhea Yat ou Barom Reachea Ier        | 1396-1471          | 1417-1462      |
| Noreay Ramathuppdey                    | ????-1468          | 1462-1468      |
| Reachea Ramathuppdey                   | ????-1484          | 1468-1477      |
| Soriyoteï II                           | ????-1479          | 1472-1477      |
| Thommo Reachea Ier                     | 1446-1494          | 1474-1494      |
| Damkhat Sokonthor                      | 1473-1512          | 1504-1512      |
| Neay Kan (usurpateur)                  | 1476-1529          | 1512-1529      |
| Ang Chan Ier ou Barom Reachea II       | 1486-1566          | 1516-1566      |
| Barom Reachea III                      | 1510-1576          | 1566-1576      |
| Satha Ier ou Barom Reachea IV          | 1539-1596          | 1576-1584      |
| Chey Chettha Ier                       | 1565-1596          | 1584-1596      |
| Preah Ream Ier Chung Prei (usurpateur) | ????-1596          | 1594-1596      |
| Ream II (usurpateur)                   | ????-1597          | 1596-1597      |
| Barom Reachea V                        | 1579-1599          | 1597-1599      |
| Barom Reachea VI                       | 1554-1600          | 1599-1600      |
| Kaev Hua Ier                           | 1573-1611          | 1600-1603      |
| Barom Reachea VII                      | 1548-1619          | 1603-1618      |
| Chey Chettha II                        | 1573-1627          | 1618-1627      |
| Outey (Régent)                         | 1577-1642          | 1627-1642      |
| Thommo Reachea II                      | 1602-1630          | 1627-1630      |
| Ang Tong Reachea                       | 1602-1640          | 1630-1640      |
| Ang Non Ier                            | 1615-1642          | 1640-1642      |
| Ramathipadi Ier                        | 1620-1659          | 1642-1658      |
| Barom Reachea VIII                     | 1628-1672          | 1658-1672      |
| Chey Chettha III                       | 1639-1673          | 1672-1673      |
| Kaev Hua II                            | 1652-1677          | 1673-1674      |
| Ang Nan (Régent)                       | 1654-1691          | 1674-1675      |
| Chey Chettha IV (1er règne)            | 1656-1725          | 1675-1695      |
| Outey Ier                              | 1672-1696          | 1695-1696      |
| Chey Chettha IV (2e règne)             | 1656-1725          | 1696-1699      |
| Ang Em (1er règne)                     | 1674-1731          | 1699-1701      |
| Chey Chettha IV (3e règne)             | 1656-1725          | 1701-1702      |
| Thommo Reachea III (1er règne)         | 1690-1747          | 1702-1704      |
| Chey Chettha IV (4e règne)             | 1656-1725          | 1704-1707      |
| Thommo Reachea III (2e règne)          | 1690-1747          | 1707-1710      |
| Ang Em (2e règne)                      | 1674-1731          | 1710-1722      |
| Satha II (1er règne)                   | 1702-1749          | 1722-1729      |
| Ang Em (3e règne)                      | 1674-1731          | 1729-1730      |
| Satha II (2e règne)                    | 1702-1749          | 1730-1736      |
| Thommo Reachea III (3e règne)          | 1690-1747          | 1736-1747      |
| Thommo Reachea IV                      | 1706-1748          | 1747-1747      |
| Ang Tong (Régent)                      | 1692-1757          | 1747-1749      |
| Satha II (3e règne)                    | 1702-1749          | 1749-1749      |
| Chey Chettha V                         | 1709-1755          | 1749-1755      |
| Ang Tong (Régent)                      | 1692-1757          | 1755-1757      |
| Outey II                               | 1739-1777          | 1758-1775      |
| Ang Non II                             | 1739-1779          | 1775-1779      |
| Ang Eng                                | 1772-1796          | 1779-1796      |
| Pok (Régent)                           | ????-1806          | 1796-1806      |
| Ang Chan II                            | 1792-1834          | 1806-1834      |
| Ang Mey                                | 1815-1874          | 1834-1841      |
| Ang Duong (1er règne)                  | 1796-1860          | 1841-1844      |
| Ang Duong (2e règne)                   | 1796-1860          | 1845-1859      |
| Norodom Ier                            | 1834-1904          | 1859-1904      |
| Sisowath                               | 1840-1927          | 1904-1927      |
| Sisowath Monivong                      | 1875-1941          | 1927-1941      |
| Norodom Sihanouk (1er règne)           | 1922-2012          | 1941-1955      |
| Norodom Suramarit                      | 1896-1960          | 1955-1960      |
| Sisowath Kossamak                      | 1904-1975          | 1960-1970      |
| Norodom Sihanouk (2e règne)            | 1922-2012          | 1993-2004      |
| Norodom Sihamoni                       | 1953-              | 2004-          |